# Trpinja
Trpinja (serbe : Трпиња) est un village et une municipalité située dans le comitat de Vukovar-Syrmie, en Croatie. Au recensement de 2001, la municipalité comptait 6 466 habitants, dont 89,30 % de Serbes et 7,47 % de Croates et le village seul comptait 1 837 habitants.

## Localités
La municipalité de Trpinja compte 7 localités :
- Bobota
- Bršadin
- Ćelije
- Ludvinci
- Pačetin
- Trpinja
- Vera